# 1169年
| 千纪： | 2千纪 |
| 世纪： | 11世纪 \| 12世纪 \| 13世纪 |
| 年代： | 1130年代 \| 1140年代 \| 1150年代 \| 1160年代 \| 1170年代 \| 1180年代 \| 1190年代                                               |
| 年份： | 1164年 \| 1165年 \| 1166年 \| 1167年 \| 1168年 \| 1169年 \| 1170年 \| 1171年 \| 1172年 \| 1173年 \| 1174年                     |
| 纪年： | 己丑年（牛年）；西夏天盛二十一年；金大定九年；西辽崇福六年；南宋道五年；大理建德六年；越南政隆寳應七年；日本仁安四年，嘉應元年 |

## 大事记
- 羅托斯夫－蘇茲達爾大公安德烈·博戈柳布斯基聯合其他十一個公爵攻下基輔，趕走了基輔大公姆斯季斯拉夫二世•伊賈斯拉維奇，象徵基輔羅斯分裂成烏克蘭與俄羅斯兩個不同的族群蘇茲達爾公國成為後來莫斯科公國的前身，弗拉基米爾大公也逐漸取代基輔大公成為基輔羅斯各王公之長。
- 庫德族人謝爾庫赫成為埃及總督，但兩個月後去世，其勢力由侄子薩拉丁所繼承。

## 出生
- 阿莱克修斯二世, 曼努埃尔一世之子，安条克亲王普瓦捷的雷蒙的外孙。

## 逝世
- 謝爾庫赫，中古時期穆斯林軍事家，薩拉丁的叔父，曾任埃及總督。